# Echichens
Echichens es una comuna suiza situada en el distrito de Morges, en el cantón de Vaud. Tiene una población estimada, a fines de 2021, de 3141 habitantes.
El 1 de julio de 2011 las antiguas comunas de Colombier, Monnaz y Saint-Saphorin-sur-Morges se fusionaron con Echichens, que es también el nombre del nuevo municipio creado.